# Új Iskola
Új Iskola a századelőn Magyarországon is kibontakozó reformpedagógia törekvéseit a gyakorlatba is átültető egyik legismertebb reformiskola.

## Szerkezete, működése
Magániskolaként működött 1915-1949 között Budán a Bíró u. 16-18. szám alatt. Vezetője mindvégig Domokos Lászlóné sz. Löllbach Emma volt, aki jól ismerte az európai „új iskola”-mozgalom leghíresebb tanintézeteit. A bizonyítványt is adó, nyilvános jogú magániskola először az elemi iskola négy osztályával indult, később polgári leányiskola, majd líceum, végül leánygimnázium létesült.
Az iskola szerkezete azonos volt a korabeli hivatalos iskolaprofilokkal, belső világa viszont sajátosan új elemekkel gazdagodott. Vázlatos tantervét a Magyar Gyermektanulmányi Társaság felkérésére Nagy László még 1914-ben elkészítette. Domokosné ebben a tervezetben és általános a Nagy László-i gyermektanulmányozási koncepcióban találta meg azt az egységes fejlődéslélektani és individuális lélektani alapelvet, amelyet hiába keresett a külföldi „új iskolákban”. Az iskolapedagógiai tananyag tervezésénél, a pedagógiai program összeállításánál messzemenően figyelembe vették Nagy László érdeklődéselméletét a következő fejlődési periódusokkal: a 7-8. életév a szubjektív érdeklődés korszaka, a 9-10. év az objektív tapasztalatszerzésé, a 11-12. életév a gyakorlati cselekvés stádiuma, végezetül a 13-14. év az etikai és szociális érdeklődés kialakulásának szakasza. Az egyéni eltérések miatt indokolt differenciálást párhuzamos tanmenetek készítésével igyekeztek megvalósítani. Az életszerűséget, a hatékonyabb ismeretszerzést szolgálta a tantervi anyag életegységek, komplex témák szerint való csoportosítása. Nagy László mellett jól érzékelhető itt a belga reformpedagógia, Ovide Decroly hatása (globalizálás, „érdeklődési központok”).
Az 1930-as években az Új Iskola pedagógiájában egyre inkább a belső lelki tartalmakat kifejező gyermeki öntevékenység - mindenekelőtt a produktív, alkotó munka - került előtérbe. (Jól szemlélteti ezt Domokosné meghatározása, aki a „magyar cselekvő iskola” jelszavaként az „alkotó munká”-t adta meg, szemben az amerikai és francia reformiskolában divatos „spontán cselekvés”-sel, ill. a német szakirodalomban hangoztatott „céltudatos munká”-val.) Ez a törekvés kiegészült a Henri Bergson ismeretelméletén alapuló intuitív, beleélő módszer - egyes kritikusok szerint gyakran túlzott mértékű - alkalmazásával. (Blaskovich Edit tanárnő a történelem tanításakor pl. ún. „világító pontokat” emelt ki a tananyagban. Olyan pontokat, amelyek a megfigyelések szerint mélyebben ragadták meg a tanulók érzelmeit.) Ez a tanulók érzelmeire is ható bergsoniánus intuitív pedagógia Magyarországon Dienes Valéria közvetítésével is terjedt. 
Az Új Iskola gyakorlatát figyelembe véve a tanítási-tanulási folyamat tagolását Domokosné a következőképpen végezte el:
- 1. megfigyelés,
- 2. asszociáció (elmélyedés),
- 3. kifejezés (tevékenység). Ez a kifejező tevékenység, ill. alkotó munka az Új Iskolában egyet jelentett a problémamegoldás egy különleges fajtájával.

Magyarországon elsők között alkalmazták itt a csoportmunkát: 4-5 fős, heterogén összetételű csoportokban dolgozták fel a tananyagot, elősegítve ezzel a gyerekek aktivizálását, a hatékony ismeretelsajátítást. A csoportmunka a tanárok számára alkalmat teremtett a gyermekek megfigyelésére, és ennek segítségével gyermektípusok jellemző jegyeinek megfogalmazására is. (Így jutottak el az „alkotó munkás”, az „utánzó munkás” és a „kényszermunkás” kategóriájáig.) 
1942-ben Imre Sándor kezdeményezésére, Baranyai Erzsébet vezetésével Neveléslélektani Kutató Állomást létesítettek az iskola mellett.